# Nemoraea takanoi
Nemoraea takanoi är en tvåvingeart som först beskrevs av Baranov 1935.  Nemoraea takanoi ingår i släktet Nemoraea och familjen parasitflugor. Inga underarter finns listade i Catalogue of Life.